# Gasthof Goldener Löwe (Gaibach)

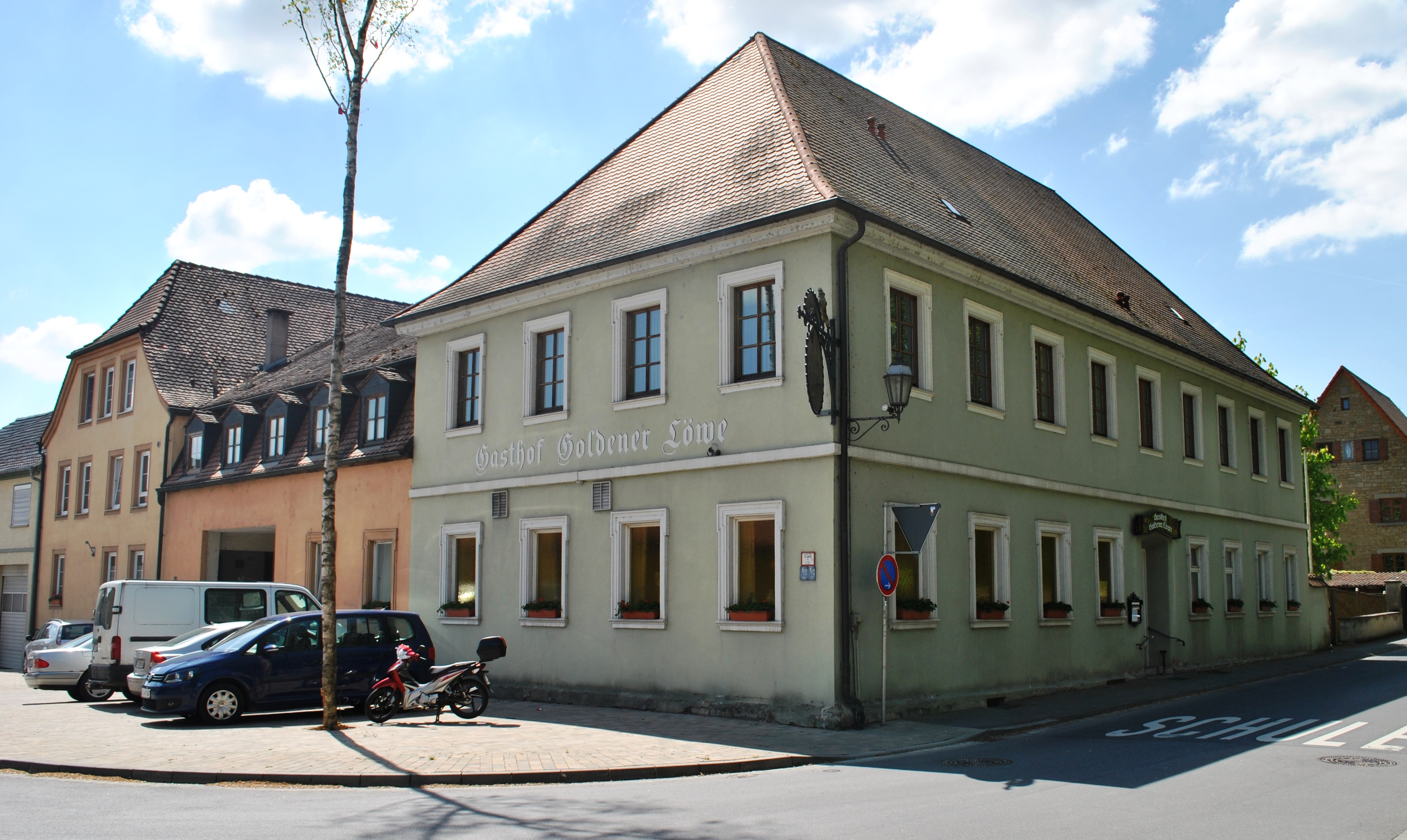
Der Gasthof in Gaibach

Der Gasthof Goldener Löwe (früher auch Gasthaus zum Löwen) an der Schönbornstraße im Ortskern ist ein denkmalgeschütztes Wirtshaus im unterfränkischen Gaibach im Landkreis Kitzingen. Das Gasthaus besteht mindestens seit dem 17. Jahrhundert. 

## Geschichte

### Die Grafen von Schönborn (bis um 1850)

Das Wappen der Grafen von Schönborn wurde Vorbild für das Wirtshausschild

Die Lage Gaibachs an den wichtigen Straßen Prosselsheim-Fahr-Schweinfurt und Gerolzhofen-Donnersdorf-Haßfurt macht es wahrscheinlich, dass ein Wirtshaus bereits im Hochmittelalter vorhanden war. Da es sich aber wohl um einen „schildlosen“ Gastronomiebetrieb, das heißt ein nicht von der Obrigkeit sanktioniertes Wirtshaus handelte, fehlen Aufzeichnungen über die Vorgängerhäuser.
Erst am 5. April 1683 wurde ein Gastronomiebetrieb im Haus 39, dem heutigen Goldenen Löwen, fassbar. Die Grafen von Schönborn stellten als Dorfherren eine Konzessionsurkunde aus. Am 18. April 1690 bekam der Wirt das Schenk-, Schild- und Gastrecht verliehen. Als Schild wählte man den Löwen, der in dieser Form bereits im Wappen der Dorfherren als „schreitender […] goldener Löwe“ erwähnt ist.
1770 ist ein Adam Pfriem als Besitzer einer Hofreite mitten im Dorf nachgewiesen. Diese wird 1772 als Haus XXXIV (34) genauer beschrieben. Sie bestand aus einem Wohnhaus, einer Schenke, Scheunen und Stallungen und lag an der Fahrer Straße, der heutigen Schönbornstraße südlich des Schlosses. Die Gaststätte blieb bis zum Ende des Alten Reiches und der Auflösung der mittelalterlichen Rechtsverhältnisse schönborn’sches Lehen, auch nach 1803 blieben die Grafen von Schönborn Besitzer des Hofes.
Im Jahr 1818 tauschte Konrad Schwab das Wirtshausgebäude ein, für das zu diesem Zeitpunkt erstmals das Braurecht nachgewiesen ist. 1860 kam es zu einem erneuten Besitzerwechsel, als der Brauer Heinrich Schwab und seine Frau Margarethe, geborene Behringer, neue Eigentümer wurden. Erstmals werden zu diesem Zeitpunkt die Standesherren nicht mehr als Eigentümer der Gebäude und des Grundstückes geführt. Sie werden das Grundstück in der Mitte des 19. Jahrhunderts veräußert haben.

### Wechselnde Gasthofbesitzer
Am 14. März 1893 übernahm Georg Wachter als neuer Besitzer das Gasthaus zum Löwen, wie es zu diesem Zeitpunkt verkürzt genannt wurde. Zuvor hatte Georg Wenzel, der vorherige Eigentümer, zwischen 1890 und 1893 versucht, einen Schlachthof auf dem Grundstück des alten Gasthofs einzurichten, musste jedoch aufgeben, weil die Behörden diese Nutzungsänderung nicht zuließen.
1902 wechselte das Haus erneut den Besitzer. Michael Friedrich errichtete neben dem Gasthof eine Gartenhalle und eine Kegelbahn. Auf ihn ist zurückzuführen, dass sich in Gaibach ein Gasthofmonopol etablierte. Ein sogenannter Bäck als Konkurrenz wurde geschlossen und im Dorf existierte nur noch der Goldene Löwe. Friedrich wurde jedoch bankrott, weil er gegen die gräfliche Verordnung an einem Feiertag Musik spielte. Der Einfluss der Grafen im Dorf war auch nach der Aufhebung der Privilegien beträchtlich.
Michael Friedrich war auch derjenige, der das Bierbrauen im Goldenen Löwen einstellte. Fortan bezog das Gasthaus das Bier von der Schrüferbräu in Volkach, später erhielt man Hochrein-Bier aus Kaltenhausen, ehe Tucher Bräu aus Nürnberg nach Gaibach lieferte. Im Jahr 1909 waren bereits die beweglichen Braumaschinen entfernt worden und die ehemalige Braustube wurde in einen Trakt mit Fremdenzimmern umgewandelt.
Nach dem Tod des Michael Friedrich erhielt sein Sohn Oskar das Gasthaus. Seine Ehefrau Emilie vermachte es 1943 an ihre Kinder, sodass 1947 Emilies Tochter Luise zusammen mit ihrem Mann Franz Lorey die Wirtschaft führte. In den Jahren 1971 und 1980 wurde das Gebäude umgebaut und das alte Brauhaus abgerissen. 1988 übernahmen Herbert und Albin Lorey den Löwen und ab 1994 führte nur noch Albin Lorey das Wirtshaus. 2021 wurde das Gasthaus geschlossen. Das Bayerische Landesamt für Denkmalpflege führt den Goldenen Löwen als Baudenkmal.

## Architektur
Das Hauptgebäude des Gasthofs steht an der Schönbornstraße, Ecke Schweinfurter Straße gegenüber dem Schloss. Es ist zweigeschossig, die Geschosse sind durch ein Gesims äußerlich erkennbar, und schließt mit einem langgezogenen Walmdach ab. Es wurde im 18. Jahrhundert errichtet und erfuhr im 19. Jahrhundert mehrere Veränderungen. Die Fensterrahmungen sind geohrt. An der Nordseite in Richtung Schloss befindet sich zentral der Eingang ins Gasthaus.